# Afrykanka złotoplama
Afrykanka złotoplama (Poicephalus meyeri) – gatunek średniej wielkości ptaka z rodziny papugowatych (Psittacidae). Występuje w części Afryki Subsaharyjskiej. Nie jest zagrożony wyginięciem.

## Taksonomia
Po raz pierwszy gatunek opisał niemiecki lekarz i zoolog Philipp Jakob Cretzschmar w 1827. Holotyp pochodził z Sudanu. Nowemu gatunkowi autor nadał nazwę Psittacus Meyeri. Obecnie (2022) Międzynarodowy Komitet Ornitologiczny (IOC) umieszcza afrykankę złotoplamą w rodzaju Poicephalus. Wyróżnia 6 podgatunków, podobnie jak autorzy Handbook of the Birds of the World.

## Podgaunki i zasięg występowania
IOC wyróżnia następujące podgatunki:
- P. m. meyeri (Cretzschmar, 1827) – północno-wschodni Kamerun na wschód przez południowy Czad i północną Republikę Środkowoafrykańską po południowy Sudan, zachodnią Etiopię i Erytreę[2]
- P. m. saturatus Sharpe, 1901 – południowy Sudan Południowy, Uganda i zachodnia Kenia na południe po wschodnią Demokratyczną Republikę Konga, Rwandę, Burundi i północno-zachodnią Tanzanię[2]
- P. m. matschiei Neumann, 1898 – wschodnia Angola po południowo-wschodnią DRK, zachodnią i centralną Tanzanię, północną Zambię i północne Malawi[2]
- P. m. reichenowi Neumann, 1898 – zachodnia Angola[2]
- P. m. damarensis Neumann, 1898 – południowa Angola, północna Namibia, północno-zachodnia Botswana[2]
- P. m. transvaalensis Neumann, 1899 – południowa Zambia, północno-zachodni Mozambik na południe przez wschodnią Botswanę po północną Południową Afrykę (północna i zachodnia prowincja Limpopo)[2]

## Morfologia
Długość ciała wynosi 21–25 cm; masa ciała 100–165 g. Samiec i samica wyglądają tak samo. Ptak ma szary wierzch ciała, jasnoszare skrzydła i zieloną, połyskującą plamę na piersi. Gatunek ten charakteryzują żółte plamy na głowie i na skrzydłach. Spód ciała oliwkowy, nogi żółte, stopy jasnoszare. Ma czerwone oczy i czarne źrenice.

## Zachowanie
Papuga ta nie jest głośna. Gnieździ się w dziuplach. W okresie lęgowym agresywna wobec innych przedstawicieli swojego gatunku.

## Pokarm w niewoli
Głównie słonecznik. Je także owies, pszenicę, kukurydzę, ryż i nasiona dyni. Czasem nasiona drzew i orzechy.

## Status i zagrożenia
IUCN uznaje afrykankę złotoplamą za gatunek najmniejszej troski (LC – least concern) nieprzerwanie od 1988. Liczebność populacji nie została oszacowana, choć ptak opisywany jest jako zazwyczaj pospolity w północnej części zasięgu. Ze względu na brak dowodów na spadki liczebności bądź istotne zagrożenia dla gatunku, BirdLife International uznaje trend liczebności populacji za stabilny. Głównym zagrożeniem dla gatunku jest odłów z przeznaczeniem na handel jako ptak klatkowy. Umieszczony w II załączniku konwencji CITES.